# Idrissa Ouedraogo
Idrissa Ouédraogo (Banfora, Gornja Volta (danas Burkina Faso), 21. siječnja 1954.) je filmski redatelj iz zapadnoafričke države Burkine Faso.
Školovao se u Ouagadougou, Parizu i Kijevu. Poslije primitka diplome na Institut africain d’études cinématographiques u Ouagadougou bavio se uglavnom od 1981. kratkim filmovima, između ostalih s filmom  Poko, koji je na panafrikanskom filmskom festivalu FESPACO odnio prvu nagradu. Prvi igrani film Yaam Dabo snima 1986., a slijede filmovi Yaaba 1988. i  Tilaï 1990. Tilaï je na Filmskom festivalu u Cannesu nagrađen s Grand Prix du Jury.
2002. je režirao jednu epizodu filma 11'09"01 September 11.
Ouédraogo je osim toga bio producent TV serije Kadi Jolie, koja je prikazana na francuskoj televiziji.

## Filmografija
- 1986.: Yam Daabo
- 1989.: Yaaba
- 1990.: Tilaï
- 1991.: A Karim na Sala
- 1993.: Samba Traoré
- 1994.: Le Cri du cœur
- 1997.: Kini and Adams
- 2003.: La Colère des dieux

## Vanjske poveznice
- Idrissa Ouedraogo u internetskoj bazi filmova IMDb-u (engl.)
- Članak o Ouédraogo na senses of cinema  Arhivirana inačica izvorne stranice od 23. rujna 2010. (Wayback Machine)